# Шестуа, Ирина Владимировна

Ирина Владимировна Шестуа (род. 1943) — советская артистка цирка, акробатка, актриса. Заслуженная артистка РСФСР (1980).

## Биография
Родилась 11 ноября 1943 года в семье артистов цирка. Отец — Владимир Борисович Шестаков (1912—1943) — ковёрный клоун, выступал в маске Чарли Чаплина как комик-мим.
Работать в цирке начала в юном возрасте.
В 1948 году дебютировала в номере «Икарийские игры» под руководством В. Л. Плинера (1915—1999). Позднее работала в труппе акробатов-прыгунов под руководством Ф. Алексеева и в номере «Акробаты-вольтижёры» с Б. Исаевым. Получила многожанровую подготовку в лучших традициях цирковой школы акробатики.
В 1959 году Ирина Шестуа совместно с братьями Исаевыми участвовала в создании и стала руководителем уникального номера «Акробаты-вольтижёры с шестами» (за пределами СССР получившего название «Русская палка»), явившегося целым направлением в акробатике и прославившего советский цирк. С 1960 года исполняла этот номер с братьями Асатурян.
В 1963 году, с Леонидом Енгибаровым сыграла главную женскую роль (камео) в кинокартине Путь на арену, киностудия "Арменфильм".
Закончив свою артистическую карьеру в 1993 году, Ирина Владимировна стала главным экспертом по акробатике художественного отдела «Росгосцирка».
Участница многих конкурсов в составе жюри, в частности, «Никулинской весны в Кузьминках» и «Под сводом старого шатра».

## Семья
Ирина Асатурян - артистка цирка
Юрий Володченков - артист цирка, Заслуженный артист России (2020)

## Фильмография
1963 - Путь на арену - Ирина (главная роль)

## Награды
- Заслуженная артистка РСФСР (14.02.1980).
- Медаль ордена «За заслуги перед Отечеством» II степени (05.11.2004)[4].